# Suore agostiniane di Nostra Signora di Parigi
Le suore agostiniane di Nostra Signora di Parigi (in francese Sœurs Augustines de Notre-Dame de Paris) sono un istituto religioso femminile di diritto pontificio: le suore di questa congregazione pospongono al loro nome la sigla A.N.D.P.

## Storia
La congregazione è nata nel 1977 dall'unione delle Agostiniane dell'Hôtel-Dieu di Parigi con le Agostiniane del Preziosissimo Sangue di Arras.
Le prime sorsero all'interno dell'Hôtel-Dieu di Parigi, fondato nel 651 dal vescovo Landerico: il suo successore, Crodoberto, affidò l'assistenza degli ammalati dell'ospedale alle "figlie di San Cristoforo", le quali nel 1271 si dotarono di statuti basati sulla regola di sant'Agostino; nel 1952 la congregazione venne aggregata all'Ordine di Sant'Agostino e nel 1954 ottennero il riconoscimento di istituto di diritto pontificio.
Le seconde sorsero ad Arras il 29 luglio 1854 a opera di Pierre-Louis Parisis (1795-1866) dall'unione di numerose piccole congregazioni agostiniane (le insegnanti di Arras, le ospedaliere di Saint-Jean di Arras, le ospedaliere di Saint-Louis di Boulogne-sur-Mer, le ospedaliere di Montreuil-sur-Mer, le ospedaliere di Saint-Jean di Laventie): ottennero il pontificio decreto di lode il 1º giugno 1966.

## Attività e diffusione
Le suore si dedicano a varie attività in campo sanitario, educativo e pastorale.
Oltre che in Francia, sono presenti in Guinea e in Madagascar; la sede generalizia è a Parigi.
Alla fine del 2008 la congregazione contava 231 religiose in 22 case.